# Таверне (Салерно)
Таверне је насеље у Италији у округу Салерно, региону Кампанија.
Према процени из 2011. у насељу је живело 451 становника. Насеље се налази на надморској висини од 457 м.